# Scalr
Scalr ist eine webbasierte, quelloffene, Cloud-Computing-Plattform zur Verwaltung der Amazon Elastic Compute Cloud. Das Projekt wurde im April 2008 durch Intridea initialisiert, um eine einfach skalierbare Infrastruktur für MediaPlug (eine Plattform zum Austausch medialer Inhalte) zur Verfügung zu stellen. Das Projekt wird heute auf Google Code gehostet. Scalr biete, laut einem Testbericht, „90 % der Funktionalität zu 10 % des Preises“ des Hauptmitbewerbers RightScale.
Scalr hat positive Kritiken bekommen, seit der Quellcode unter der GNU General Public License (Version 2) veröffentlicht wurde. Dies schließt Testberichte von TechCrunch, HighScalability, dem offiziellen AWS-Blog, sowie CNet, als auch privaten Blogs ein.
Scalr ist als monatlich zu zahlender Dienst seit Mitte 2008 verfügbar.